# Нові Ачакаси
Нові Ачака́си (рос. Новые Ачакасы, чув. Çĕнĕ Ачча) — присілок у складі Канаського району Чувашії, Росія. Адміністративний центр Ачакасинського сільського поселення.
Населення — 541 особа (2010; 567 у 2002).
Національний склад:
- чуваші — 98 %